# Caballo de vapor

Concepto gráfico del caballo de vapor métrico

El caballo de vapor (CV) es una unidad de medida de potencia que se define como la potencia necesaria para levantar un peso de 75 kgf (735,5 newtons) a 1 m de altura en 1 segundo.

## Origen
Cuando se instauró el sistema métrico decimal originado en Francia, para la unidad de potencia mecánica se buscó un valor similar al horsepower inglés, pero utilizando unidades decimales. Así nació el caballo de vapor, cheval-vapeur en francés o cavallo vapore en italiano. En su definición (como se ve al principio de este artículo), se utilizan unidades del sistema métrico decimal. Es solamente un 1,37 % menor que el horsepower del sistema anglosajón de unidades.
Esta unidad es muy utilizada en Europa, aunque en otros países se prefiere utilizar el caballo de fuerza.

## Equivalencias
La relación entre ambas unidades y las respectivas relaciones con el vatio, unidad de potencia del Sistema Internacional de Unidades, son las que se indican:

### Entre CV y W (SI)
La relación entre el caballo de vapor (CV) y el vatio (W), unidad del Sistema Internacional, es:

1 CV = 735.49875 W ≈ 735 W

### Entre CV y HP
Las relaciones que existen entre ambas unidades son:

1 CV = 0.986 320 070 619 67 HP ≈ 0.986 HP

1 HP = 1.013 869 665 423 850 CV ≈ 1.014 CV

## Usos
Como el CV no pertenece al Sistema Internacional de Unidades, actualmente tiene un uso desigual y frecuentemente impreciso, ya que se le confunde con el HP inglés. Así, sigue siendo habitual referirse a la potencia de los motores de automóviles, embarcaciones, etc. en «caballos»; pero sin aclarar qué tipo de caballos, ya sea de vapor (CV) o de potencia (HP). En los países en los que el Sistema Internacional es el único legal, se utiliza el kW como unidad de potencia, aunque se acompañe de su equivalencia en algún tipo de «caballos», por ejemplo: en España, normalmente CV; en Uruguay y Argentina, normalmente HP.